# Cyanopepla azetas
Cyanopepla azetas är en fjärilsart som beskrevs av Druce 1876. Cyanopepla azetas ingår i släktet Cyanopepla och familjen björnspinnare. Inga underarter finns listade i Catalogue of Life.